# Грани.ру
Грани.ру — незалежний щоденний російський інтернетний часопис.
Заснований у 2000 році. Позиціонує себе як ліберальне та критичне до російського уряду політичне видання.
Назва газети повторює назву відомого журналу російської еміграції «Грані», який видавався Народно-Трудовим Союзом російських солідаристів (НТС) у Німеччині з 1946 року.
Публікує переважно обзори та аналіз російських та світових політичних подій.
У 2000—2005 газету фінансував Борис Березовський, з 2005 року Леонід Невзлін
Постійні автори Граней
- Володимир Абаринов (публіцист, США)
- Яків Кротов (священик, публіцист)
- Едуард Лимонов (політик, письменник, Росія)
- Ілля Мільштейн (журналіст, Німеччина)
- Валерія Новодворська (правозахісник, Росія)
- Олександр Подрабінек (правозахисник, Росія)
- Віталій Портников (журналіст, Україна)
- Лев Рубінштейн (філолог, есеїст, Росія)
- Олександр Скобов (правозахисник, Росія)
- Андрій Піонтковський (політолог, математик, Росія)
- Борис Соколов (історик, етнолог, філолог, Росія)
- Дмитро Шушарін (історик, політолог, Росія)

Газета також має такі підрозділи: авторського блогу, форум і архів документальних фото- та відеоматеріалів.

## Відомі журналісти
- Андрій Новачків — журналіст, який висвітлює в Росії акції в підтримку Українського народу[2]
- Дмитро Борко — фотожурналіст

## Блокування на території Росії
З 13 березня 2014 доступ до сайту «Грані.ру» був заблокований Роскомнадзором на території Росії на вимогу її Генеральної прокуратури без рішення суду. Загалом було заблоковано доступ до низки інтернет-ЗМІ, які представляли незалежну від путінської адміністрації в Кремлі точку зору: Грані.ру, Каспаров.ру, «Щоденний журнал», «Живий Журнал Навального».
«Грані.ру» надіслали в Таганський районний суд Москви позов до Роскомнадзору в зв'язку з блокуванням сайту. Але суд 6 травня 2014 відхилив скаргу «Грани.ру» на Генпрокуратуру і Роскомнадзор. 7 травня 2014 міжнародна правозахисна організація Amnesty International розпочала кампанію на підтримку «Граней» та інших сайтів, заблокованих 13 березня.